# 우롱차
우롱차(중국어 간체자: 乌龙茶, 정체자: 烏龍茶, 병음: wūlóngchá 우룽차[*], 한자음: 오룡차)는 중국 대륙 남부의 푸젠성과 광둥성, 그리고 대만 등에서 생산되고 있는 중국 고유의 차이다. 녹차와 홍차의 중간으로 발효 정도가 30-70% 사이의 차를 말하며 반발효차로 분류된다. 색깔에 따라서 청차(중국어: 青茶, 병음: qīngchá 칭차[*], Blue Tea)라고도 불린다.
원래는 중국 대륙에서만 만들어졌으나, 1890년경부터는 대만에서 생산하게 되었다. 제품의 빛깔이 까마귀같이 검으며, 모양이 용(龍)같이 구부러진데서 연유하여 이런 이름이 붙었다. 6∼8월 사이에 난 새싹을 사용하는데, 처음에 햇볕을 쬐어서 시들게 한 후 실내로 옮겨서 때때로 휘저어 섞어서 수분을 제거하며, 그 사이에 약간 발효하게 한 후 솥에다 볶아서 효소작용을 멈추게 한다. 이것을 잘 비벼서 건조시킨 후 제품을 만드는데, 이것을 달인 물은 진한 등홍색(橙紅色)의 빛깔을 띠며 향기가 매우 좋다. 중국 특유의 달이는 법이 따로 있으나, 보통은 홍차와 같은 방법으로 달여서 단맛을 가미해서 마신다.

## 역사
청차가 생긴 시기는 명나라 말에서 청나라 초 사이로 추정되고 있다. 푸젠성 우이산에서 생겨나서 나중에 광동 지역과 대만으로도 퍼졌다.

## 제조 과정
녹차와 마찬가지로 효소 성분을 죽이는 살청(殺靑) 과정을 거친다. 또한 홍차에 쓰이는 발효 과정도 청차를 만드는 데 쓰인다.

## 맛과 향
녹차같은 향긋함과 홍차같은 무게감이 있는 맛이 있다.

## 지역에 따른 분류
우롱차는 크게 복건오룡, 광동오룡, 대만오룡으로 나눈 뒤, 복건 오룡을 다시 민남오룡, 민북오룡으로 구분한다.

## 대표적인 우롱차
- 무이암차 : 중국 푸젠성 숭안현 남쪽에 있는 우이 산에서 생산되는 무이암차는 대표적인 고급 우롱차로서 우롱차의 원조라 할 수 있다.
- 철관음(鐵観音)
- 수선(水仙)
- 봉황단총(鳳凰單叢)
- 동정오룡(凍頂烏龍茶)
- 동방미인(東方美人茶)

## 같이 보기
- 녹차
- 백차
- 홍차
- 황차
- 흑차